# Astrocita

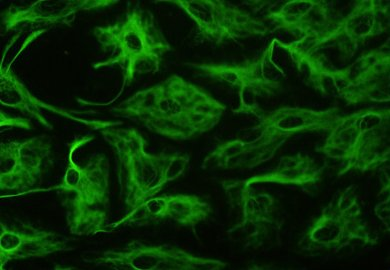
Immunofluorescenza che mette in evidenza gli astrociti

Gli astrociti sono cellule particolari costituenti della neuroglia, si trovano nel sistema nervoso centrale e si distinguono in:
- astrocita fibroso, che si ritrovano nella sostanza bianca e sono dotati di pochi prolungamenti di grande lunghezza;
- astrocita protoplasmatico, che si trova nella sostanza grigia e che presenta molti prolungamenti ma relativamente corti.

Il loro nome è dovuto al fatto che le ramificazioni che originano dal nucleo li fanno assomigliare a stelle.

## Derivazione embriologica
A livello embrionale gli astrociti, come tutti gli elementi della neuroglia (escluse le cellule satelliti e le cellule di Schwann), a parte la microglia di derivazione mesodermica, derivano dall'ectoderma del tubo neurale.

## Funzioni

### Barriera ematoencefalica
Attraverso i pedicelli possono prendere rapporti con i vasi sanguigni che irrorano il sistema nervoso centrale e creare intorno ad essi un rafforzamento, la barriera ematoencefalica, che è fondamentale per rendere altamente selettivi i vasi di questa regione.

### Sviluppo del sistema nervoso centrale
Per quanto riguarda lo sviluppo cerebrale, gli astrociti servono da impalcatura, consentendo in tal modo ai neuroni di trasferirsi dai loro siti di origine nel sistema nervoso che si sta sviluppando alla loro meta conclusiva nel cervello.
Gli astrociti secernono inoltre fattori di crescita dei neuroni, che sono in grado di stimolare il neurone e agevolare la crescita dell'assone.

### Omeostasi del sistema nervoso centrale
Gli astrociti sono attivi anche nella conservazione della fisiologia cerebrale, svolgendo un ruolo importante nel ciclo metabolico del GABA e del glutammato. Per funzionare normalmente, la rete neuronale richiede che questi trasmettitori, dopo essere stati liberati, vengano rimossi e trasportati negli astrociti dove possono convertirsi in amminoacido glutammina che servirà successivamente per produrre altri neurotrasmettitori.

### Sinapsi tripartita
Recentemente si è messo in evidenza come gli astrociti partecipino alla modulazione dei segnali sinaptici tra neuroni tramite transienti intracellulari di Calcio, ciò rende il loro ruolo nel sistema nervoso ancora più ampio e fondamentale. Le scoperte sono attualmente oggetto di studio per capire la vera importanza funzionale del fatto.
Altri studi hanno evidenziato il ruolo degli astrociti nella rimozione del potassio nello spazio extracellulare e quindi contribuiscono alla conservazione di un ambiente adatto ai neuroni.

### Patologia
Così come gli astrociti attuano un ruolo di riparazione nel cervello lesionato, se il loro principio di funzionamento viene alterato, possono procurare molti effetti negativi, ad esempio alcuni studi hanno evidenziato l'incidenza degli astrociti nella nascita dell'epilessia e sostanze prodotte da loro svolgono un ruolo diretto nel parkinsonismo e nella corea di Huntington. Inoltre gli astrociti sembrano essere coinvolti in una fase precoce dell'encefalopatia epatica.